# Matthieu Chalmé
Matthieu Chalmé (* 7. října 1980, Bruggy, Belgie) je francouzský fotbalový obránce, který působí ve francouzském klubu Girondins Bordeaux.

## Klubová kariéra
Chalmé začal hrát fotbal v klubu FC Libourne-Saint-Seurin. Ve svých 21 letech podepsal první profesionální smlouvu s prvoligovým Lille OSC. Zde působil pět let (2002–2007). V létě 2007 přestoupil do Girondins Bordeaux, kde vyhrál Ligue 1 (sezóně 2008/09), Trophée des champions (2008 a 2009) a Coupe de la Ligue (2008/09).
Od ledna do června 2013 byl na hostování v AC Ajaccio.